# ローレンシアン大学
ローレンシアン大学 (英語：Laurentian University, フランス語: Université Laurentienne）、正式にはサドベリーのローレンシアン大学（Laurentian University of Sudbury）は、1960年に法人化された、カナダのオンタリオ州サドバリーにある英語とフランス語の二言語が使用されている公立大学である。
歴史的にはローマカトリック教会をルーツとする大学である。1913年にイエズス会によって設立され、1957年にサドベリー大学として学位の授与を開始した。 
ローマカトリック教会、カナダ合同教会、アングリカン・コミュニオンと提携し、学校名をローレンシアン大学に改名した。